# 肥前屋十兵衛
『肥前屋十兵衛』（ひぜんやじゅうべえ）は、富沢ひとしによる日本の漫画作品。『週刊少年チャンピオン』（秋田書店）で連載されていた。当初は1994年8号から12号までの短期連載で、後に本格連載となって同年37+38合併号から1995年9号まで掲載された。単行本は全3巻。
3つのエピソードから成り立っており、「延命饅頭編」、「魂の船首像編」、「紅の盾編」の3篇構成となっている。

## 単行本
少年チャンピオン・コミックスより刊行。
1. 1995年1月発売 ISBN 978-4-253-05516-1
2. 1995年3月発売 ISBN 978-4-253-05517-8
3. 1995年4月発売 ISBN 978-4-253-05518-5